# Musée Adzak
Le Musée Adzak a été construit par Roy Adzak (Royston Wright), sculpteur et photographe britannique (1927-1987), dans le 14e arrondissement de Paris.

## Histoire
Le musée Adzak a été construit par Royston Wright, connu sous le pseudonyme de Roy Adzak, pendant 18 mois, 15 heures par jour, de 1982 à 1984.

## Expositions
- Mokhtar Djaafer en 1990.
- décembre 1997 janvier, février 1998 sculptures de Nadine Willems alias Madame Martoll lors d'expositions collectives.
- Exposition collective « Dialogue » en 1998, avec Franck Lundangi, Elsa Dax (en), représentante du mouvement stuckiste à Paris, a organisé deux expositions au musée Adzak en 2001 et en 2005.
- Expositions de Nacer Izza : « Lettres d’Alger », peintures à l'huile, acryliques et monotypes, en 1996[1].
- Serge de Turville en 1997.